# Funeral de Estado de John F. Kennedy

La Guardia de Honor dobla la bandera sobre el féretro de JFK.

El Funeral de Estado de John F. Kennedy tuvo lugar durante los tres días siguientes a su asesinato ocurrido el 22 de noviembre de 1963, en Dallas, Texas. 
El cuerpo del Presidente Kennedy fue trasladado a Washington D. C. y puesto en el Cuarto Este de la Casa Blanca durante 24 horas. El domingo después de su asesinato su féretro fue llevado por caballos en un armón al Capitolio para que fuera velado en público. Durante el día y la noche miles de personas se alinearon para ver el féretro. Representantes de 90 países estuvieron el lunes 25 de noviembre en el funeral de estado. Luego de los servicios fúnebres en la Catedral de San Mateo, el cuerpo de Kennedy fue llevado al Cementerio Nacional de Arlington en Virginia.

## Preparativos para el funeral de estado
Después de ser asesinado en Dallas, el cuerpo de John F. Kennedy fue trasladado en avión a Washington D. C. Al mismo tiempo autoridades militares comenzaron a planear el funeral de estado. Oficiales del Distrito Militar de Washington (MDW) organizaron el funeral, entre los cuales estaba el cuñado del Presidente, Sargent Shriver. Debido a que no se había planeado un funeral, muchos de los preparativos fueron responsabilidad del comandante general del MDW (CG MDW), el Mayor general del Ejército Philip C. Wehle.
El Presidente de la Cámara de Representantes John W. McCormack dijo que al día siguiente el cuerpo del Presidente sería transportado al Salón Oriental de la Casa Blanca para luego ser llevado al Capitolio donde se le rendirían honores en la Rotonda durante todo el domingo.
El día después del asesinato el nuevo Presidente, Lyndon B. Johnson, mediante la orden ejecutiva "Presidential Proclamation 3561", declaró que el día lunes sería un Día Nacional de Luto, por lo que sólo trabajarían personas en cargos de urgencia.

## Reposo en la Casa Blanca
Después de la autopsia en el Hospital Naval Bethesda, el cuerpo de Kennedy fue preparado para su funeral, regresando a la Casa Blanca a las 04:30 a. m., el sábado 23 de noviembre. Su féretro fue colocado en el Cuarto Este por 24 horas. La caravana que transportaba su cuerpo iba acompañada de una guardia de honor de los marinos. Jacqueline Kennedy, quien todavía vestía su ropa ensangrentada de Dallas, rehusó apartarse de su esposo, estando junto a su cuerpo todo el tiempo. Jackie solicitó que dos sacerdotes católicos permanecieran con el cuerpo hasta su funeral oficial. Se realizó una llamada a la Universidad Católica Estadounidense la que mandó al Monseñor Robert Paul Mohan y al Padre Gilbert Hartke, dos prominentes sacerdotes de Washington D. C. Jackie se apartó del cuerpo solo cuando el féretro fue puesto en el Cuarto Este, el cual estaba decorado de color negro. Consulto a su personal sobre los arreglos apropiados para un funeral, y leyó un libro sobre el funeral y los preparativos luego del asesinato de Abraham Lincoln.
Se realizó una Misa privada a las 10:30 a. m.. Después de la Misa llegaron miembros de la familia, amigos y funcionarios del gobierno a velar el cuerpo. Se organizaron horarios especiales para que los miembros de la familia, los oficiales de la Rama Ejecutiva, los jueces de la Corte Suprema, los miembros del Congreso y otros funcionarios públicos y diplomáticos pudieran rendir sus honores.
Kennedy se encontraba en el mismo lugar que estuvo Lincoln hace casi cien años. El catafalco de Lincoln se había utilizado para los funerales de los Soldados Desconocidos de la guerra de Corea y la Segunda Guerra Mundial en Arlington.

## En otros países
Además de la realización del funeral en Estados Unidos, en Perú se realizó otro de forma similar. Se trató de una misa con ataúd vacío que se realizó en Lima por pedido del gobierno.